# Ignaz Vitzthumb
Ignaz (ou Ignace) Vitzthumb est un musicien, compositeur et chef d'orchestre né à Baden (Autriche) le 14 septembre 1724 et mort à Bruxelles le 23 mars 1816.

## Biographie

### 1724-1772
Arrivé à Bruxelles vers l'âge de 10 ans, il entra au service de l'archiduchesse Marie-Élisabeth d'Autriche en qualité de choriste.  Instruit par Jean-Joseph Fiocco, alors maître de chant de la chapelle royale, Vitzthumb accéda à la fonction de timbalier de la cour à seize ans, poste qu'il occupa durant plus de quarante ans, en plus de ses autres fonctions.  Après la guerre de Succession d'Autriche, dans laquelle il s'enrôla au régiment de hussards hongrois, il revint à Bruxelles et participa à diverses chambres de rhétorique et compagnies bourgeoises, qui jouaient tant en français qu'en néerlandais.  Il y exerça ses talents de violoniste, de chef d'orchestre et aussi de directeur de théâtre.  Il devint également membre du Concert bourgeois.
Dès 1761, en tant que compositeur et maître de musique, il entra au Théâtre de la Monnaie qu'il hissa à un niveau international.  Il enseigna le chant à de jeunes acteurs tels qu’Angélique D'Hannetaire et Alexandre Bultos.   
La qualité maçonnique de Vitzthumb est attestée en 1766.   
En 1768, Vitzthumb lança un appel au gouverneur Charles-Alexandre de Lorraine et au Conseil secret, par lequel il demanda l'autorisation de donner des spectacles en langue néerlandaise, l'idiome véhiculaire et culturel de la grande majorité de la population bruxelloise de l'époque et, plus particulièrement, de ses chambres de rhétorique. Ceci fut pourtant refusé, selon toute vraisemblance sous la pression de ces chambres de rhétorique, voyant menacé leur monopole sur les spectacles néerlandais[réf. nécessaire].  

### 1772-1777
En 1772, Vitzthumb obtint la codirection du Théâtre avec le chanteur Compain-Despierrières, puis resta seul à la direction de 1774 à 1777.  Cette période est considérée comme l'une des plus florissantes du Théâtre de la Monnaie, et des voyageurs comme Charles Burney ne tarissent pas d'éloges sur la qualité des artistes de la troupe et de l'orchestre.
Sans doute dans le but d'attirer plus de monde à La Monnaie, Vitzthumb essaya de nouveau d'obtenir l'autorisation de monter des opéras néerlandais, cette fois-ci en faisant appel aux articles 2 et 3 d'une charte qu'ils avaient obtenue en 1771 et dont les clauses, formulées de façon assez générale, stipulaient que le Théâtre de la Monnaie détient le monopole des représentations à Bruxelles. Là encore, le Conseil secret refusa la permission sous prétexte que le néerlandais, en tant que langue des classes inférieures, ne pouvait, par conséquent, pas trouver sa place à la Monnaie, le théâtre étant à l'époque toujours destiné aux élites fortunées ; il y avait aussi la crainte qu'un public flamand n'endommageât les loges des détenteurs d'abonnement de saison[réf. nécessaire].
En 1773, Vitzthumb et Compain, éprouvant de graves problèmes financiers, présentent leur démission qui est toutefois refusée. Il semble que ces problèmes aient dû se résoudre par le biais de transferts d’argent flamand, l’opéra étant tout de même une entreprise commerciale. Il se fait qu’à partir de la saison suivante, les premières représentations d’une troupe flamande firent leur apparition dans les documents d’archives.
Dans les comptes, les lettres et les documents, ainsi que dans la littérature française à ce sujet, surgit souvent le nom d’« Opéra flamand », de « Spectacle flamand » ou d'Opéra « national », alors que, dans la littérature néerlandaise, on a tendance à parler du groupe de Heintje Mees, l'un des chanteurs, qui fondera plus tard sa propre troupe[réf. nécessaire].
Cependant, il demeure incertain pour quelle cause précise on admit une compagnie flamande au sein d’un appareil culturel destiné, par excellence, aux loisirs des classes dirigeantes d’un Ancien Régime où, de Paris à Saint-Pétersbourg en passant par Vienne et Berlin, règnait la langue française.  L'Opéra flamand eut néanmoins peu de succès 1774-1775 et les chiffres n'en mentent pas : ils indiquent qu’en cette année, seulement 23 représentations de la troupe flamande eurent lieu contre 265 en langue française ; le répertoire étant exactement le même que celui de l'opéra français, dans la mesure où on jouait des traductions d'opéras ou d'opéras-comiques de Gluck, de Duni, de Philidor, de Gossec et de Grétry. 
Ce manque de succès à Bruxelles poussa l'Opéra flamand de Vitzthumb à devenir itinérant et à faire des tournées en territoire néerlandophone à travers les Pays-Bas, y compris la République des Sept Pays-Bas-Unis. Ainsi, en juin 1775, l'Opéra flamand obtint le droit exclusif de donner des spectacles durant les fêtes de saint Rombaut à Malines. Pour ces tournées, Vitzthumb disposait d’un théâtre démontable en bois, construit par le charpentier Johannes Kok de La Haye. D'après les témoignages, l'Opéra flamand aurait joué devant des salles combles dans ces régions de langue flamande.
Quoi qu'il en soit, les revenus de la troupe de la Monnaie augmentaient de telle façon qu'il devint possible de réduire de moitié la dette de la Monnaie.
Toutefois, les tensions entre les acteurs néerlandophones et francophones de la Monnaie se devaient de monter[réf. nécessaire]. Surtout Isabella Borremans causait apparemment certains ennuis. Elle était la « première amoureuse en chef aux Flamands », gagnant six cents florins, ce qui était bien au-dessous de la rémunération d'Angélique D'Hannetaire qui, ayant la même fonction dans l'opéra français, non seulement gagnait quatre fois et demie plus qu'elle mais, au-dessus de ça, menait la vie d'une demi-mondaine. Vitzthumb tenta d'apaiser les sentiments mutuels des demoiselles tout en réprimandant celle d'entre elles recevant le moins de protection, c'est-à-dire mademoiselle Borremans, D'Hannetaire étant la maîtresse de certaines personnes tellement haut placées que l'on refusa de porter atteinte à leur réputation en rendant publics leurs noms.

### 1777-1816
L'entreprise théâtrale courut à la faillite et Vitzthumb fut contraint d'abandonner la direction mais pas sa fonction de chef d'orchestre.
Suspendu de toutes ses fonctions en 1791 pour avoir pris part à l'insurrection contre Joseph II, Vitzthumb partit pour Amsterdam où l'attendait un poste de maître de musique au Collège dramatique et lyrique.  Tombé gravement malade l'année suivante, il revint à Bruxelles auprès de son fils Paul et mourut en 1816, à l'âge de quatre-vingt-douze ans.

## Œuvres
- La Fausse Esclave, 1761.
- L'Éloge de la vertu ou le Tribut des cœurs (livret de Louis Compain), 1761.
- Le Soldat par amour (avec Pierre Van Maldere, livret de Jean-François de Bastide), 1766.
- Céphalide ou les Autres Mariages samnites (livret du prince Charles-Joseph de Ligne), 1777[4].
- Lamentations de Jérémie pour la Semaine Sainte (partition manuscrite).
- Symphonies (partition manuscrite).
- Sinfonia a più stromenti, lire en ligne sur Gallica.
- Recueils d'ariettes d'opéra (arrangements pour 14 recueils), 1775-1786.
- La Foire de village (livret de l'abbé Pagès), 1786.

## Note
1. ↑  « Vitzhumb », sur le site mvmm.org du Musée virtuel de la musique maçonnique (consulté le 2 septembre 2022)
2. ↑  Voir Henri Liebrecht, Histoire du théâtre français à Bruxelles au XVIIe et au XVIIIe siècle, Paris, Champion, 1923, plus particulièrement le chapitre 13 : Le règne d'Ignace Vitzthumb, pp. 253-296.
3. ↑  Bram Van Oostveldt et Jaak Van Schoor, The Theatre de la Monnaie and theatre life in the 18th century Austrian Netherlands: from a courtly-aristocratic to a civil-enlightened discourse?, Academia Press, 2000, p. 105-119.
4. ↑  La partition autographe de Vitzthumb est conservée dans les archives du château des princes de Ligne à Belœil. La musique de neuf airs, sur les vingt-trois que compte l'œuvre, a été publiée dans une version arrangée pour voix, deux violons et basse continue dans les Recueils d'ariettes publiés à Bruxelles par les frères Van Ypen.